# Боресков Георгій Костянтинович
Гео́ргій Костянти́нович Боре́сков (рос. Георгий Константинович Боресков, нар. 7 (20) квітня 1907, Омськ, Акмолінська область — пом. 12 серпня 1984, Новосибірськ) — російський вчений, хімік та інженер, член-кореспондент АН СРСР.

## Життєпис
Народився 7 (20) квітня 1907 року в місті Омськ. Дитинство Георгія Костянтиновича пройшло в Одесі, куди по службі переїхала сім'я. У 1916 році батьки розлучилися, і вітчимом Георгія Костянтиновича став Микола Олександрович Патон — полковник російської армії, військовий інженер.
Так як молодий вчений вже в інституті відмінно себе проявив, його приймають на посаду наукового співробітника в лабораторію каталізу Одеського хіміко-радіологічної інституту. Керівником лабораторії в цей період був професор Іван Ададуров, відомий своїми дослідженнями в сфері створення каталізаторів. Боресков активно працював під його керівництвом, і вже в перший рік видає спільно з професором шість наукових статей у «Журналі хімічної промисловості». Вже тоді він починає формувати власну концепцію каталізу, засновану на хімічній природі цього явища. У 1932 році Георгій Костянтинович очолив лабораторію каталізу в Одеському хіміко-радіологічному інституті, головою якої він залишався до 1937 року, і майже одночасно — кафедру процесів і апаратів в Одеському хіміко-технологічному інституті, не будучи навіть кандидатом наук.

## Вшанування пам'яті
В Одесі, в домі де працював вчений встановлена меморіальна дошка.=